# Curbă de învățare (Star Trek: Voyager)
„Curbă de învățare” (titlu original: „Learning Curve”) este al 16-lea episod și ultimul din primul sezon al serialului TV american SF Star Trek: Voyager. A avut premiera la 22 mai 1995 pe canalul UPN.

## Prezentare
Tuvok antrenează câțiva membri Maquis care nu s-au integrat cum trebuie în cadrul echipajului de pe nava Voyager.

## Rezumat
După ce membrul echipajului Dalby are o atitudine de insubordonare față de șeful securității Tuvok, Vulcanianul discută situația cu căpitanul Janeway. Janeway înțelege frustrarea lui Tuvok, dar subliniază că maquisii nu au fost niciodată instruiți în privința regulamentelor sau filozofiei Flotei Stelare. Se organizează o clasă pentru a preda mai multor membri ai echipajului Maquis protocolul Flotei Stelare, predat de Tuvok, fost instructor al academiei. La început, eforturile sale nu au succes; cursanții pleacă de la prima lor lecție în ciuda ordinelor lui Tuvok de a rămâne. Mai târziu, în sala de mese, Dalby îi spune clar lui Chakotay că vrea să facă lucrurile în stilul Maquis. Chakotay îl lovește cu pumnul pe Dalby, spunând că, dacă Dalby vrea să facă lucrurile în stilul Maquis, așa va face și el, folosind violența pentru a impune disciplina în stilul Maquis. Datorită acestei intervenții, elevii se întorc la sesiunile de antrenament ale lui Tuvok.
Când Tuvok îi declară lui Neelix că este frustrat de lipsa de dorință a elevilor Maquis de a se adapta la protocolul Flotei Stelare, Neelix indică faptul că poate Tuvok este inflexibil în respectarea strictă a procedurii și că dacă ar încălca puțin regulile, cursanții l-ar respecta mai mult. Tuvok încearcă să-l cunoască mai bine pe Dalby, dar face puțin progrese.
Între timp, se descoperă că circuitele bioneurale care susțin multe dintre sistemele cruciale de pe navă s-au infectat. Tuvok și Doctorul urmăresc infecția și ajung la un lot de brânză de casă pe care Neelix a pregătit-o. Doctorul descoperă că singura modalitate de a ucide microbul din circuitele bioneurale este prin încălzirea tuburilor de gel bioneural. Echipajul pornesc motorul warp la 80% fără a înainta cu viteză warp, ceea ce produce suficientă căldură pentru a ucide virusul; cu toate acestea mai multe conducte de alimentare explodează.
În acel moment, Tuvok se află cu elevii săi într-un depozit de marfă atunci când o conductă electrică explodează și camera începe să se umple cu un gaz nociv. Unul dintre cursanți este inconștient, dar Tuvok le ordonă celorlalți să-l lase în urmă și să se salveze. Cursanții sunt supărați de aparenta lui nesocotire față de viața prietenului lor și inițial refuză, dar Tuvok îi forțează să iasă. Apoi își contrazice propria comandă, mergând înapoi pentru a-l salva pe cel rănit și, în această încercare, din cauza gazului leșină. Ceilalți stagiari lucrează împreună pentru a-l salva pe Tuvok și pe prietenul lor. Ulterior, Dalby îi spune lui Tuvok că, dacă a fost dispus să încalce puțin protocolul Flotei Stelare pentru a salva pe unul dintre ei, poate că și ei își vor încălca puțin convingerile pentru a accepta regulile Flotei Stelare până la urmă.